# 谢尔盖·达基列夫
谢尔盖·帕夫洛维奇·达基列夫（1872年3月31日—1929年8月19日），俄国艺术评论家、赞助人，以创立俄罗斯芭蕾舞团而知名。

## 生平
他出生于俄罗斯帝国丘多沃區，父亲帕维尔是一名骑兵上校，家里经营伏特加酿制营生。他曾在圣彼得堡大学学习法律，但也在圣彼得堡音乐学院学习乐理和唱歌。在大学时，他的表弟德米特里·菲洛索夫（Dmitry Filosofov）将他介绍给了包括亚历山大·贝诺瓦在内的一帮艺术爱好者，他们自称为涅夫斯基匹克威克人（Nevsky Pickwickians）。
1899年，他成为全俄最大的剧院老板谢尔盖·沃尔孔斯基（Serge Wolkonsky）的助手，但在1901年因顶撞老板而被辞退。1909年创办俄罗斯芭蕾舞团。俄国革命后他流亡海外，苏联政府曾经试图把他召回，但没有成功，后来便把他树立成堕落的布尔乔亚的典型。苏维埃的艺术史学家则刻意将他剔除出历史书。
1929年，他因糖尿病在威尼斯逝世，葬在威尼斯附近的聖米凱萊島上，斯特拉温斯基的墓距他不远。

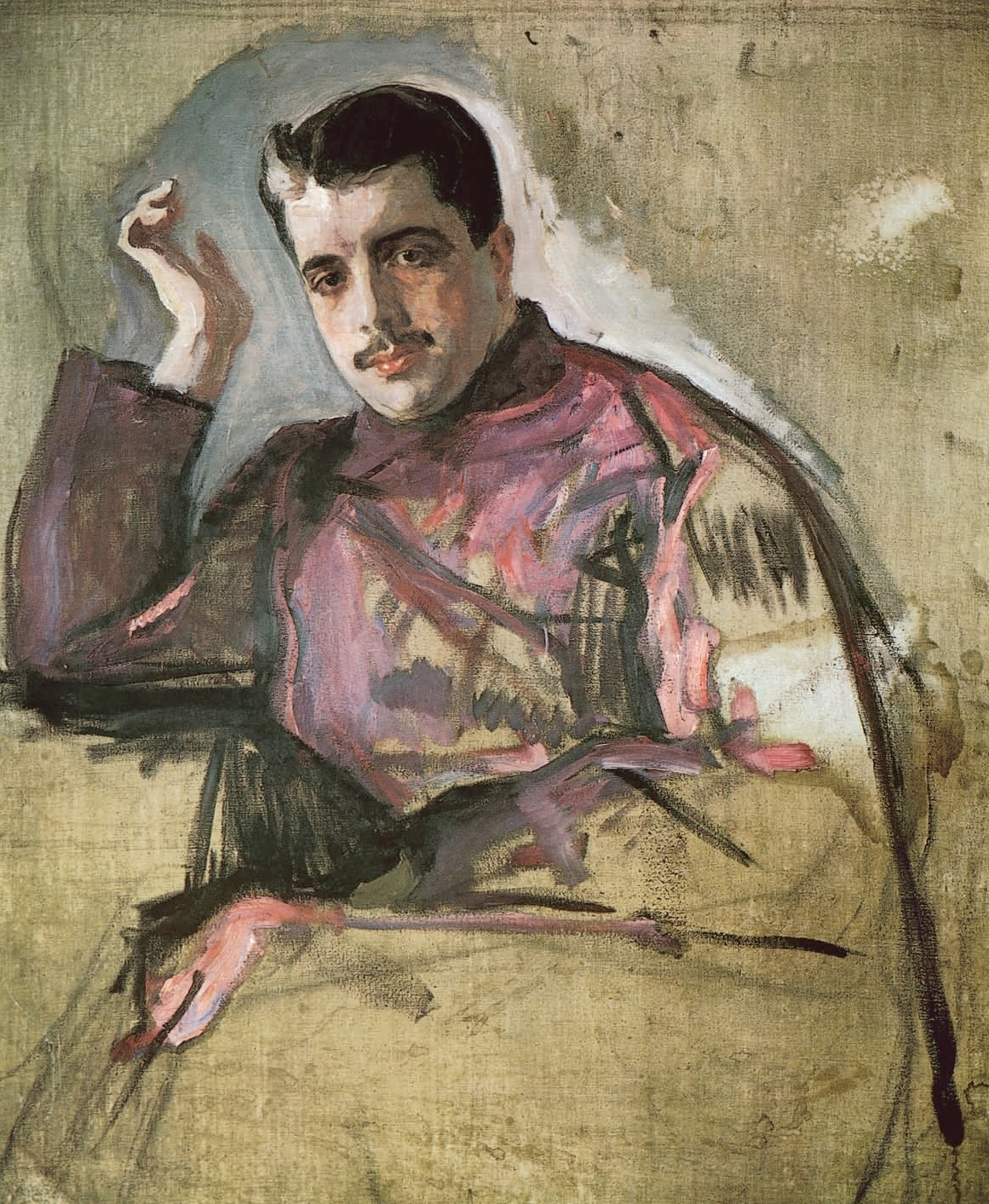
《谢尔盖·达基列夫像》，瓦伦丁·谢罗夫绘，1904
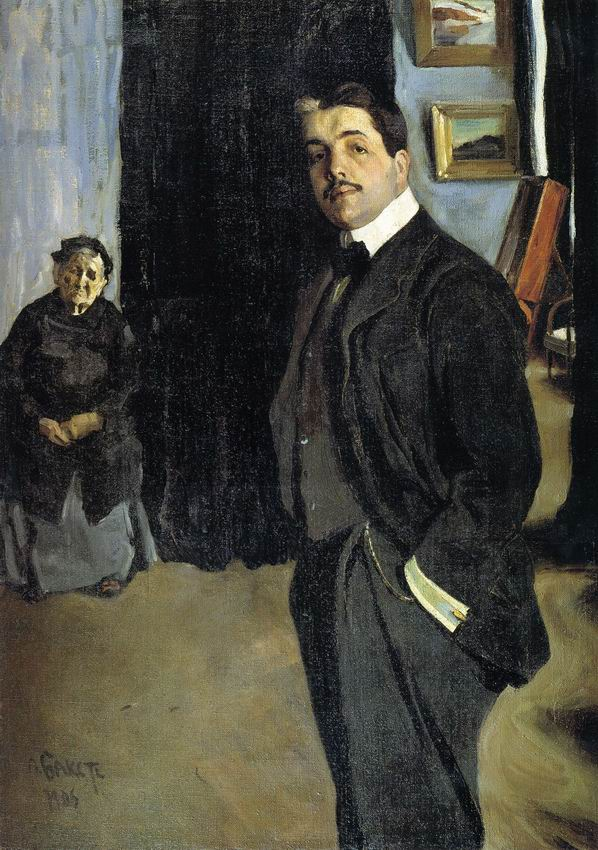
《谢尔盖·达基列夫和保姆像》，雷昂·巴克斯特，1906
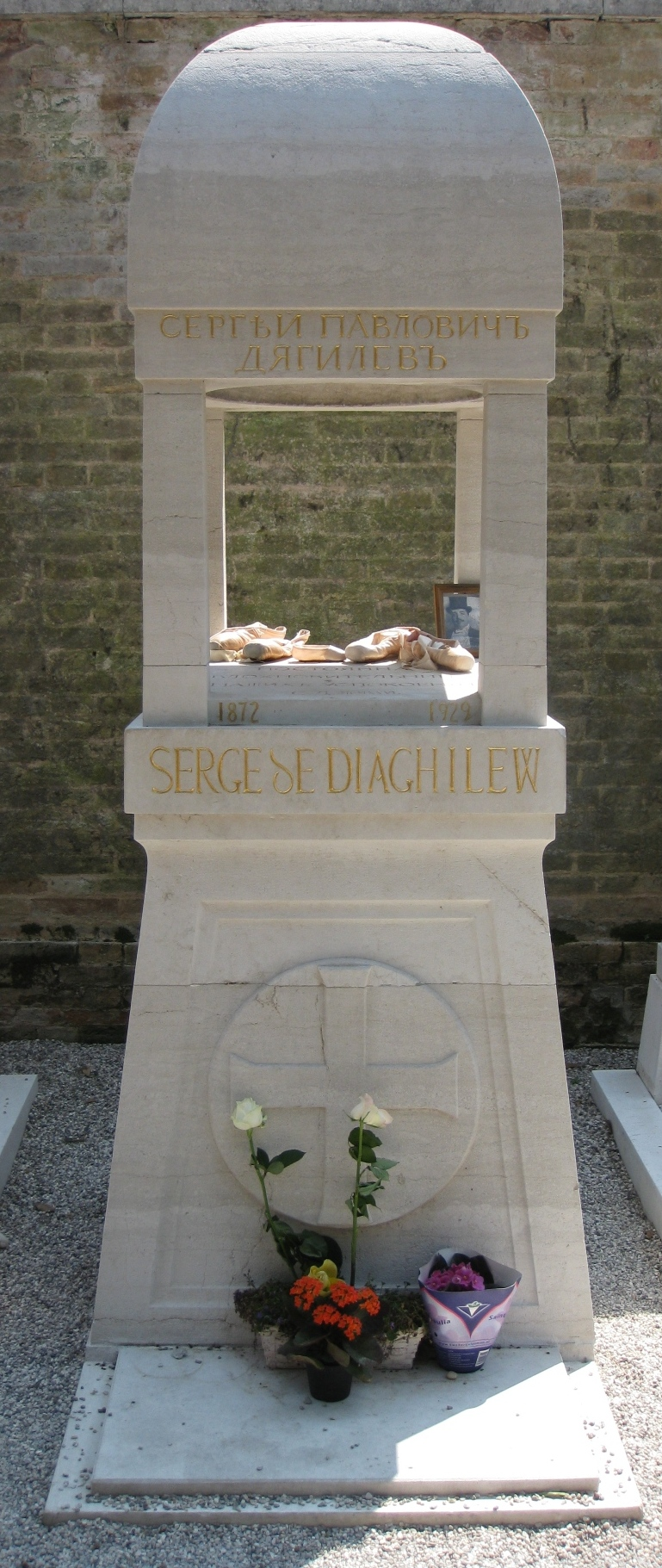
达基列夫墓

## 備注
1. ↑  俄語羅馬化：Sergey Pavlovich Dyagilev，發音：[sʲɪˈrɡʲej ˈpavɫovʲɪtɕ ˈdʲæɡʲɪlʲɪf]

1. ↑  或译佳吉列夫、狄亚基列夫